# Холокост в Костюковичском районе
Холокост в Костюко́вичском районе — систематическое преследование и уничтожение евреев на территории Костюковичского района Могилёвской области оккупационными властями нацистской Германии и коллаборационистами в 1941—1944 годах во время Второй мировой войны, в рамках политики «Окончательного решения еврейского вопроса» — составная часть Холокоста в Белоруссии и Катастрофы европейского еврейства.

## Геноцид евреев в районе
Костюковичский район был полностью оккупирован немецкими войсками в августе 1941 года, и оккупация продлилась более двух лет — до конца сентября 1943 года. Нацисты включили Костюковичский район в состав территории, административно отнесённой к зоне армейского тыла группы армий «Центр». Комендатуры — полевые (фельдкомендатуры) и местные (ортскомендатуры) — обладали всей полнотой власти в районе.
Для осуществления политики геноцида и проведения карательных операций сразу вслед за войсками в район прибыли карательные подразделения войск СС, айнзатцгруппы, зондеркоманды, тайная полевая полиция (ГФП), полиция безопасности и СД, жандармерия и гестапо.
Во всех крупных деревнях района были созданы районные (волостные) управы и полицейские гарнизоны из коллаборационистов.
Одновременно с оккупацией нацисты и их приспешники начали поголовное уничтожение евреев. «Акции» (таким эвфемизмом гитлеровцы называли организованные ими массовые убийства) повторялись множество раз во многих местах. В тех населенных пунктах, где евреев убили не сразу, их содержали в условиях гетто вплоть до полного уничтожения, используя на тяжелых и грязных принудительных работах, от чего многие узники умерли от непосильных нагрузок в условиях постоянного голода и отсутствия медицинской помощи.
За время оккупации практически все евреи Костюковичского района были убиты, а немногие спасшиеся в большинстве воевали впоследствии в партизанских отрядах.
Евреев в районе убивали в Костюковичах, деревнях Самотевичи, на станции Коммунары и в других местах. В деревне Студенец 14-15 апреля 1943 года полицейские обнаружили 14 евреев, которых расстреляли и закопали в районе пенькового завода в Костюковичах.

## Гетто
Оккупационные власти под страхом смерти запретили евреям снимать желтые латы или шестиконечные звезды (опознавательные знаки на верхней одежде), выходить из гетто без специального разрешения, менять место проживания и квартиру внутри гетто, ходить по тротуарам, пользоваться общественным транспортом, находиться на территории парков и общественных мест, посещать школы.
Реализуя нацистскую программу уничтожения евреев, немцы создали на территории района 2 гетто.
- В гетто города Костюковичи (лето 1941 — 3 сентября 1942) были замучены и убиты около 400 евреев.
- В гетто деревни Самотевичи (август — ноябрь 1941) были убиты около 200 евреев.

## Память
Опубликованы неполные списки жертв геноцида евреев в Костюковичском районе.
Памятники убитым евреям района установлены в Костюковичах на месте массового расстрела около железнодорожной станции Коммунары, Самотевичах и на месте захоронения расстрелянного нацистами в 1941 году партизана-подпольщика, разведчика партизанского отряда № 124 Лазика (Лазаря) Шейнина.